# Personal Business
Personal Business è il secondo album del rapper statunitense Bad Azz, pubblicato da Priority Records e Doggy Style Records nel 2001. Partecipano al disco, tra gli altri, Snoop Dogg, Kurupt, Kokane, Ice Cube, Busta Rhymes, Goldie Loc, Ras Kass, Suga Free, RBX e Daz Dillinger. È l'album di Bad Azz con il miglior risultato commerciale, entrando nella Billboard 200 e arrivando nella top 20 tra i dischi hip hop.
| Recensione | Giudizio |
| ---------- | -------- |
| AllMusic   |          |
| RapReviews |          |

## Tracce
1. Intro: Da Birth (Born Bad) (featuring Mac Minister) – 1:06 (J. Stamps) – Fredwreck
2. U Don't Wanna Be Broke – 4:21 (J. Stamps) – DJ Don
3. Get Yourz Now – 4:47 (J. Stamps) – Jelly Roll
4. Ready 2 Bang – 2:45 (J. Stamps) – Battlecat
5. Streetz Illustrated (featuring Ice Cube) – 4:27 (J. Stamps, O. Jackson) – Jelly Roll
6. When Bus Callz (Insert) (featuring Busta Rhymes) – 0:49
7. Personal Business (featuring Val Young) – 3:53 (J. Stamps, V. Young) – Battlecat
8. We From The LBC (featuring Snoop Dogg) – 3:44 (J. Stamps, C. Broadus) – Walter Hollis, W. Angelo (co-prod.)
9. Too Many Choices (featuring Lil' Tip Toe & Lil' Beau) – 4:45 (J. Stamps, B. Dozier, J. Cryer) – Lil' Beau
10. How We Get Down (featuring Doggy's Angels & LaToiya Williams) – 4:30 (J. Stamps, L. Williams) – Battlecat
11. 2001 4dr. Cadillac (featuring Ras Kass, Sylk-E. Fyne & Butch Cassidy) – 4:11 (J. Stamps, D. Means, J. Austin, L. Johnson) – Blaqthoven
12. Money 2 Fold (featuring Snoop Dogg & Kurupt) – 4:29 (J. Stamps, C. Broadus, R. Brown) – Battlecat
13. When You See Me (featuring Snoop Dogg, RBX & Kokane) – 3:57 (J. Stamps, C. Broadus, J. Long, Jr., E. Collins) – Jelly Roll
14. Dogghouse Ridaz (featuring Snoop Dogg, Goldie Loc, Kokane & Suga Free) – 3:18 (J. Stamps, C. Broadus, J. Long, Jr., K. Spillman, D. Rice) – Battlecat
15. Don't Wanna Die (featuring Daz Dillinger & Blaqthoven) – 4:10 (J. Stamps, D. Arnaud) – Blaqthoven
16. Life Ain't Never What It Seems To Be (featuring Jelly Roll) – 3:55 (J. Stamps, D. Drew) – Jelly Roll
17. Wrong Idea (featuring Snoop Dogg, Kokane & Lil' ½ Dead) – 4:14 (J. Stamps, C. Broadus, J. Long, Jr., D. Smith) – Jelly Roll
18. W.B.L.O. (Skit) – 0:51
19. Life Ain't Hard (featuring Jelly Roll & Blaqthoven) – 4:04 (J. Stamps) – L.T. Hutton
20. It's On All Day (featuring Salim) – 3:57 – Jelly Roll

## Classifiche settimanali
| Classifica (2001)         | Posizione massima |
| ------------------------- | ----------------- |
| Stati Uniti               | 59                |
| US Top R&B/Hip-Hop Albums | 16                |